# کاوچوت
کاوچوت (به ارمنی: Կավճուտ) یک منطقهٔ مسکونی در ارمنستان است که در لرنادزور واقع شده‌است.  در  کیلومتری جنوب کاپان، مرکز استان سیونیک واقع شده است.

## خصوصیات
کاوچوت ۸۸ نفر جمعیت دارد و ۱٬۳۷۸ متر بالاتر از سطح دریا واقع شده‌است.  در  کیلومتری جنوب کاپان، مرکز استان سیونیک واقع شده است.